# Celtic Tiger
Celtic Tiger (англ."Кельтский тигр") — шоу ирландского танца, поставленное Майклом Флэтли, который также исполняет одну из главных ролей. Celtic Tiger совмещает в себе ирландские танцы с балетом, фламенко, хип-хопом и сальсой. Музыка к шоу написана Ронаном Хардиманом.

## История
Майкл Флетли, известный по шоу Lord of the Dance и Feet of Flames, спустя 7 лет после создания своего предыдущего шоу, объявил о туре с новой постановкой. Летом 2004 года начались репетиции в Дублине с театром SFX Theatre, осенью репетиции были перенесены в Лондон, в Shepperton Studios. Майкл Флетли старался держать подробности, включая название шоу, в секрете.
В апреле 2005 года Майкл объявил на своём сайте, что премьера нового шоу Celtic Tiger состоится в июне 2005 года, и первые 500 человек, которые напишут администрации сайта, получат бесплатные билеты на премьеру в Бирмингем. Все прочие билеты были предназначены только для танцоров и их друзей, родственников, фанатов.
Закрытая премьера состоялась 17 июня 2005 года. Впервые широкой публике шоу было показано 9 июля того же года на стадионе Ференц Пушкаш в Будапеште. Другая премьера планировалась в Праге, но в последнюю минуту была отменена: официальная причина заключалась в том, что место (в том числе сцена, специально построенная для шоу) было небезопасным для танцоров.
Следующее шоу, открывавшее тур по США, прошло 24 сентября 2005 года в Вустере, затем, 27 сентября, в Мэдисон-Сквер-Гарден, считающееся премьерой турне. Дальнейший путь шоу пролегал через Канаду и США, гастроли 2005 года были завершены 26 ноября в Виргинии.
Европейское всемирное турне «Celtic Tiger» стартовало 20 апреля 2006 года в Point Theatre Дублина. Это был первый случай, когда Майкл Флетли танцевал в этом театре после премьеры Lord of the Dance. Турне танцор устраивал в честь своего бракосочетания. Однако, 15 ноября 2006 года тур по Европе был отменён, так как Майкл Флетли был госпитализирован с вирусной инфекцией; на его сайте было опубликовано обещание возобновить тур в начале 2007-го, но этого так и не произошло.

## Номера

### Акт 1
1. The Heartbeat of the Tiger
2. Dancing in the Dark
3. St. Patrick
4. The Sleeping Tiger
5. The Vikings
6. Celtic Fire
7. The Garden of Eden
8. The Red Coats
9. The Famine
10. Four Green Fields
11. Bloody Sunday
12. A Call to Arms
13. The 1916 Rising
14. The Banshee
15. A Nation Once Again

### Акт 2
1. Freedom
2. A New World
3. The Last Rose
4. Celtic Kittens
5. Capone
6. Forever Free
7. Cowboy Cheerleaders
8. These Colors Don’t Run
9. Yankee Doodle Dandy
10. Celtic Fire II
11. The Celtic Tiger

## Даты тура
- 17 июня — Бирмингем, Англия — DVD-запись.

### 2005; Мировой тур: Северная Америка (премьеры)
- 9 июля — Ференц Пушкаш, Будапешт, Венгрия
- 24 сентября — Вустер, штат Массачусетс
- 27 сентября — Мэдисон-Сквер-Гарден, Нью-Йорк

### 2005; Мировой тур: Северная Америка
- 24 сентября — Вустер, штат Массачусетс
- 27 сентября — Мэдисон-Сквер-Гарден, Нью-Йорк
- 29 сентября — Монреаль, Канада.
- октябрь 03 — Halifax Metro Center, Halifax, Канада.
- октябрь 05 — Corel Center, Ottawa, Канада.
- октябрь 06 — John Labbat Center, London, Канада.
- октябрь 07 — Copps Coliseum, Hamilton, Канада.
- октябрь 11 — MTS Center, Winnipeg, Канада.
- октябрь 12 — Credit Union Center, Saskatoon, Канада.
- октябрь 14 — Pengrowth Saddledome, Calgary, Канада.
- октябрь 15 — Rexall Place, Edmonton, Канада.
- октябрь 17 — GM Place, Vancouver, Канада.
- октябрь 18 — Save on Foods Memorial Centre, Victoria, Канада.
- октябрь 20 — Everett Events Center, Everett, Washington, США.
- октябрь 22 — Arco Arena, Sacramento, CA, США.
- октябрь 25 — HP Pavilion, San Jose, CA, США.
- октябрь 27 — iPayOne Center, San Diego, CA, США.
- октябрь 29 — Arrowhead Pond, Anaheim, CA, США.
- октябрь 30 — Glendale Arena, Glendale, AZ, США.
- ноябрь 03 — Savvis Center, St. Louis, Saint Louis, MO, США.
- ноябрь 04 — Iowa State Center, Hilton Coliseum, Ames, IA, США.
- ноябрь 05 — Qwest Arena, Omaha, NE, США.
- ноябрь 08 — Target Center, Minneapolis, MN, США
- ноябрь 10 — Gund Arena, Cleveland, OH, США.
- ноябрь 11 — Mellon Arena, Pittsburgh, PA, США.
- ноябрь 12 — Nationwide Arena, Columbus, OH, США.
- ноябрь 17 — Bradley Arena, Milwaukee, WI, США.
- ноябрь 18 — All State Arena,, Chicago IL, США
- ноябрь 22 — Mohegan Sun Arena, Uncasville, CT, США.
- ноябрь 25 — Wachovia Center, Philadelphia, PA, США.
- ноябрь 26 — Patriot Center, Fairfax, VA, США.

### 2006; Мировой тур: Летняя Европа (Европа и Азия)
- апрель 20 The Point Theatre Dublin, Ирландия.
- апрель 22 Metro Radio Arena, Newcastle, Англия.
- апрель 23 Hallam FM Arena, Sheffield, Англия.
- апрель 26 Wembley Arena, Лондон, Англия.
- апрель 27 The NIA, Birmingham, Англия.
- апрель 28 MEN Arena, Manchester, Англия.
- апрель 29 SECC Glasgow, Шотландия.
- май 1 Sportpaleis Antwerpen, Бельгия.
- май 2 Sportpaleis Ahoy' Rotterdam, Нидерланды.
- май 6 Konig-Pilsener-Arena Oberhausen, Германия.
- май 8 Schleyerhalle Stuttgart, Германия.
- май 10 Color Line Arena Hamburg, Германия.
- май 11 Hallenstadion Zurich, Швейцария.
- май 12 Stadthalle Wien, Австрия.
- май 15 Schleyer-Halle Stuttgart, Германия.
- май 16 Festhalle Frankfurt, Германия.
- май 17 Konig-Pilsener Arena, Oberhausen, Германия.
- май 19 Forum Copenhagen, Denmark.
- май 20 Lofbergs Lila Arena Karlstad, Швеция.
- май 21 Oslo Spektrum Oslo, Норвегия.
- май 23 Globen Stockholm, Швеция.
- май 25 Hartwall Arenna Helsinki, Финляндия.
- июнь 03 RDS Dublin, Ирландия.
- июнь 10 Chung Shan Soccer Stadium Taipei, Тайвань.
- июнь 11 Chung Shan Soccer Stadium Taipei, Тайвань.
- июнь 13 Chung-Chun Stadium Kaohsiung, Тайвань.
- июнь 17 HKCEC Hall 3, Hong Kong, Китай.

### Отменённые туры
- ноябрь 14-15 Vorst National Brussels, Бельгия.
- ноябрь 17 Hallenstadion Zurich, Швейцария.
- ноябрь 18 TUI Arena Hanноябрьеr, Германия.
- ноябрь 19 SAP Arena Mannheim, Германия.
- ноябрь 21 Olympiahalle Munchen, Германия.
- ноябрь 23 Arena Leipzig, Германия.
- ноябрь 25 Velodrom Berlin, Германия.
- ноябрь 26 Schleyerhalle Stuttgart, Германия.
- ноябрь 27 Kolnarena Koln, Германия.
- ноябрь 28 Color Line Arena Hamburg, Германия.
- декабрь 05 MEN Arena Manchester, Англия.
- декабрь 06 Wembley Arena London, Англия.